# 久保田円次
久保田 円次（くぼた えんじ、1903年8月23日 - 1998年2月1日）は、日本の政治家、実業家。衆議院議員、防衛庁長官を務めた。群馬県生まれ。

## 経歴
- 1923年栃木県立足利工業学校（現在の栃木県立足利工業高等学校）を卒業後、工兵少尉として戦地へ赴任。
- 久保田兄弟鉄工所を設立、副社長に就任。
- 光洋株式会社社長に就任し、政界進出への足がかりを築く。
- 伊勢崎市議会議員に当選し、議長を務める。のち群馬県議会議員。
- 1960年、第29回衆議院議員総選挙に旧群馬1区から自由民主党公認で立候補。初当選。その後連続当選8回。党内では岸派を経て、同郷の福田赳夫が率いる福田派に所属。
- 第1次佐藤内閣で北海道開発庁政務次官に就任。
- 第2次佐藤内閣で文部政務次官に就任。
- 1979年11月9日、第2次大平内閣で防衛庁長官に就任したが防衛政策通ではなかったことから度々「重大な問題でございまするので、（…）防衛局長(政府委員)から答弁をさせます」といった答弁をして問題となった（衆議院予算委員会昭和55年2月1日など）。2月4日に宮永スパイ事件の責任を取る形で陸上幕僚長永野茂門とともに引責辞任。
- ほかに自由民主党老人対策特別委員長・群馬県猟友会会長・衆議院逓信委員長・衆議院文教委員長等を歴任。
- 1983年の総選挙で、落選し引退（無所属で出馬した尾身幸次が後に地盤を継承）。
- 1984年長年の功績に対し、勲一等瑞宝章が授与された[1]。
- 1998年2月1日、老衰のため死去した。94歳没。同月17日、特旨を以て位記を追賜され、死没日付で従三位に叙された[2]。